# Province de Luang Namtha

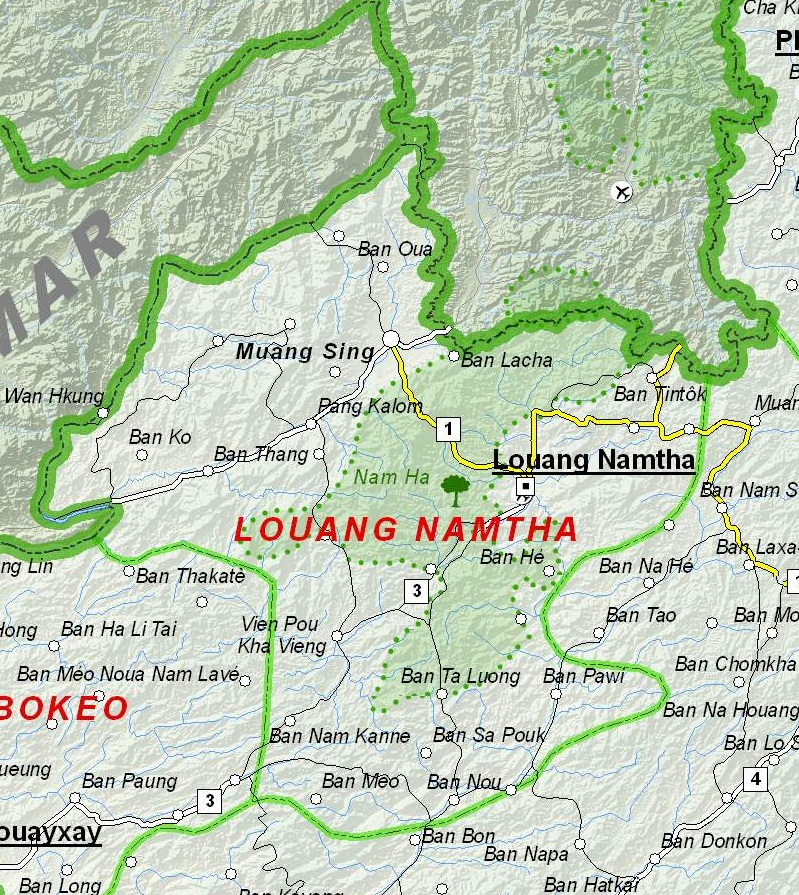
Carte de la province

La province de Luang Namtha (Luangnamtha, en lao ຫລວງນໍ້າທາ) est une province du Nord-Ouest du Laos. Elle est peuplée de 175 753 habitants dont 97 % font partie des ethnies minoritaires du Laos. La région, très montagneuse et recouverte de forêts, est une destination importante pour l'écotourisme.

## Histoire
D'après des outils en pierre et des peintures découvertes par les archéologues, la province de Luang Namtha est habitée depuis 6 000 ans. Les premières traces écrites relatent la fondation de Xieng Khaeng au XVe siècle par un Tai Lue venant de Chiang Rung, au bord du Mékong. Cette principauté est ensuite sous influence du royaume Lanna jusqu'au XVIe siècle puis sous domination birmane jusqu'au XIXe siècle et siamoise pendant le XIXe siècle. En 1885, Chao Fa Silinor mène plus de 1 000 sujets Tai Lue vers Muang Sing.
En 1624, l'État de Muang Houa Tha est établi dans la vallée de la Nam Tha par des Tai Yuan mais ils quittent la région à cause de plusieurs catastrophes naturelles dès 1709. Ils y retournent en 1890 et construisent en 1892 le Vat Luang Korn, un des plus grands temples de la province. En 1894, lors d'une rencontre, les Français, les Britanniques et les Siamois décident que Muang Houa Tha est attribué à la France et que le Mékong marque la frontière entre l'Indochine française et la Birmanie britannique. Des populations Tai Dam, Tai Neua, Tai Kao, Akha, Lanten, Yao et Lahu venant des pays voisins s'établissent ensuite dans les vallées fertiles et les montagnes de la région.
La France se retire de l'Indochine dans les années 1950 et, dès 1962, Muang Houa Tha est contrôlé par le Pathet Lao sous le nom de province de Luang Namtha alors que le territoire entre Houei Xay et Vieng Phoukha, contrôlé par le Royaume du Laos, devient la province de Houakhong. Ces deux régions forment une seule province dès 1975 et deviennent les provinces actuelles de Luang Namtha et Bokeo en 1983.

## Géographie
La province a une surface de 9 325 km2. Elle est limitrophe de la Birmanie, à l'ouest, dont elle est séparée par le Mékong sur 130 kilomètres, au nord de la Chine (Xian de Mengla) sur 140 kilomètres, à l'est et au sud de la province d'Oudomxay et au sud-ouest de la province de Bokeo.
La province est drainée par le Mékong et trois de ses affluents : la Nam Tha, qui lui donne son nom, la Nam Fa et la Nam Long. Plus de 85 % de son territoire est constitué de montagnes allant de 800 à 2 000 mètres d'altitude. Son plus haut point, à 2 094 mètres, se trouve dans le district de Viengphoukha.

## Aires protégées
L'aire protégée de Nam Ha a été créée en 1993 avec une surface de 697 km2 et étendue à 2 224 km2 en 1999. Couverte de forêts à 90 %, elle s'étend sur les cinq districts de la province. La forêt y est principalement décidue mais le sommet des montagnes est couvert de forêts sèches sempervirentes. On y trouve 33 espèces de mammifères, notamment des éléphants d'Asie, des panthères nébuleuses, des léopards, des tigres, des ours, des dholes, des muntjacs, des gaurs, des bantengs et des gibbons, ainsi que 288 espèces d'oiseaux,.

## Divisions administratives
La province est découpée en cinq muangs (ou districts) qui sont divisés en 380 villages :
| Carte | Code                     | Nom         | Nom lao | Population (2015) |
| ----- | ------------------------ | ----------- | ------- | ----------------- |
|       |                          |             |         |                   |
| 3-01  | District de Namtha       | ເມືອງຫຼວງນໍ້າທາ | 54 089  |                   |
| 3-02  | District de Sing         | ເມືອງສີງ      | 39 287  |                   |
| 3-03  | District de Long         | ເມືອງລອງ     | 34 630  |                   |
| 3-04  | District de Viengphoukha | ເມືອງວຽງພູຄາ  | 23 928  |                   |
| 3-05  | District de Nalae        | ເມືອງນາແລ    | 23 819  |                   |

## Démographie

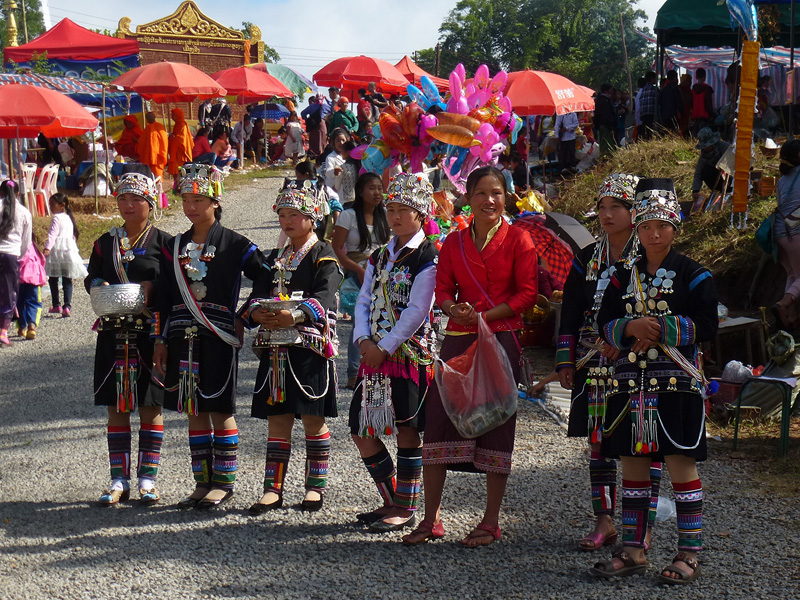
Femmes de l'ethnie Akha.

En 2015, la province a une population de 175 753 habitants. La densité de population est de 19 habitants par km2. 27,1 % des habitants vivent en zone urbaine, 63,4 % dans des zones rurales accessibles par la route et 9,5 % dans des zones non accessibles par la route.
Les ethnies minoritaires présentes dans la région qui représentent 97 % de la population sont entre autres les Khmu (25 % de la population en 2005), les Akha (25 %), les Tai Lue (12 %), les Tai Dam (10 %), les Hmong (5 %) et les Lahu (4 %),.

## Économie

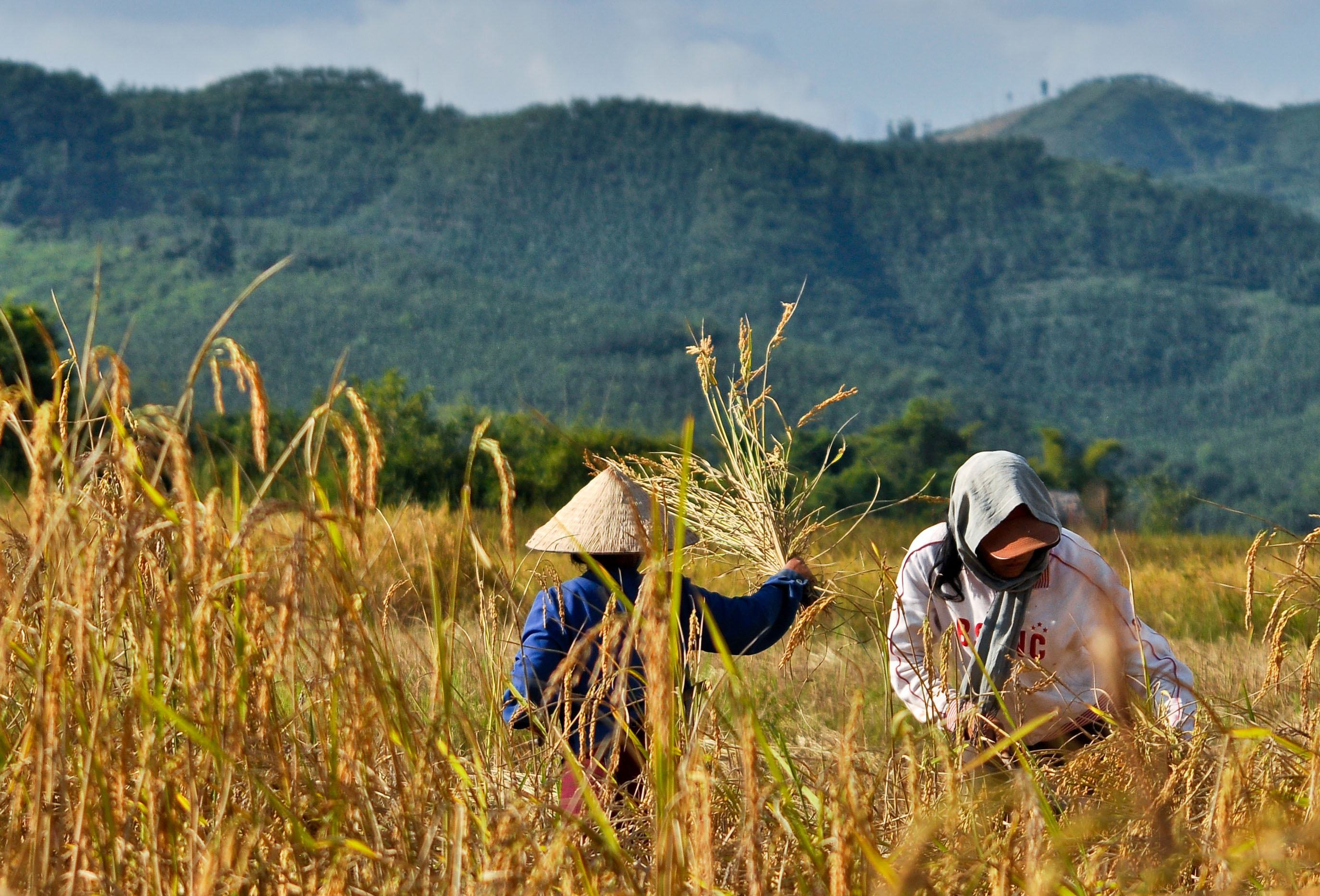
La récolte du riz.

Les principales activités économiques de la province sont l'agriculture, l'industrie du bois, l'extraction de lignite et de cuivre, l'artisanat, les transports et le tourisme. La plupart des habitants vivent de l'agriculture, les cultures principales étant le riz, le maïs, les légumes, le manioc et les cacahouettes. La province est l'une des principales régions productrices de canne à sucre et de caoutchouc au Laos.

## Tourisme

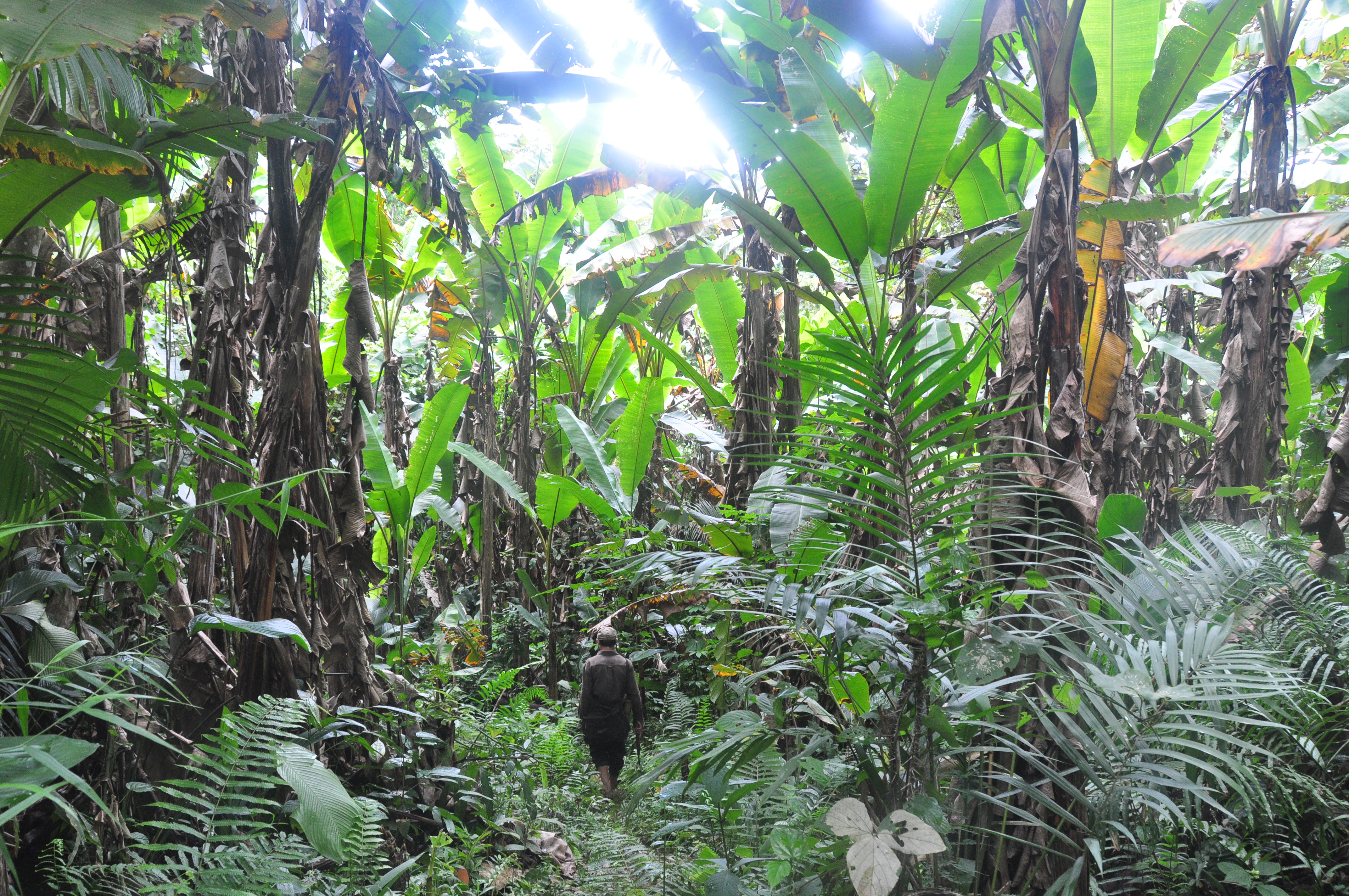
Forêt tropicale de l'aire protégée de Nam Ha

Le nombre de touristes internationaux dans la province a doublé entre 2013 et 2017 : il a passé de 305 608 à 600 369. Le nombre de touristes domestiques est de 242 883 en 2017. La province compte 8 hôtels et 99 maisons d'hôtes pour un total de 1 545 chambres et 2 119 lits à la même date. 
Les principaux attraits touristiques de la province sont les rencontres avec les minorités ethniques ainsi que les tours en bateaux, les treks, le kayak et le vélo qui permettent d'observer les animaux dans la zone protégée de Nam Ha. En 2018, le site tripstodiscover.com classe la zone de Nam Ha parmi les 10 meilleures destinations en Asie pour l'écotourisme.

## Transports

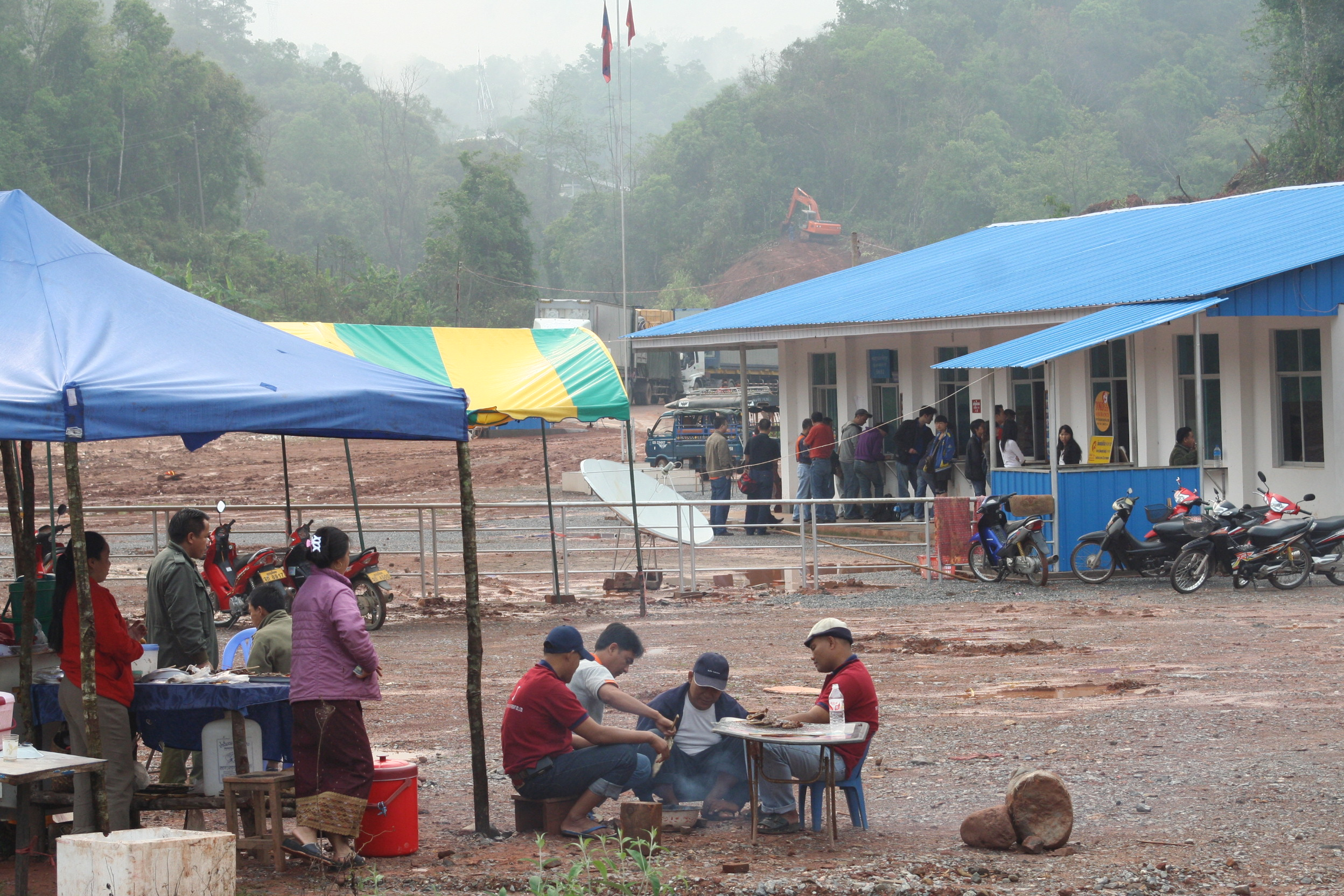
Poste-frontière avec la Chine.

Dans l'Est de la province, la route nationale 13 part de la frontière chinoise à Boten et permet de rejoindre Muang Xay (province d'Oudomxay) puis Luang Prabang. À partir de la route 13, la route 3 traverse la province en passant par Louang Namtha jusqu'à la province de Bokeo en direction de la Thaïlande au sud-ouest. Les routes 17A et 17B relient Louang Namtha à Xieng Kok, au bord du Mékong, en passant par Muang Sing.
Des vols quotidiens relient l'aérodrome de Louang Namtha à l'aéroport international de Wattay à Vientiane.